# Ungtyrkiske revolution
Den ungtyrkiske revolution var et internt oprør i det Osmanniske rige i juli 1908, hvor den ungtyrkiske bevægelse genindførte den tidligere Osmanniske forfatning og indvarslede en flerpartipolitik i et valgsystem med to stadier under Generalforsamlingen. I 1876 var der blevet etableret et konstitutionelt monarki under Sultan Abdul Hamid 2. i en periode kendt som den første forfatningsperiode, som kun havde varet i to år før sultanen suspenderede den og genvandt sin autokratiske magt. 24. juli 1908 kapitulerede Abdul Hamid og bekendtgjorde forfatningens genindførelse, hvilket indvarslede den anden forfatningsperiode.
| Historie | Spire Denne historieartikel er en spire som bør udbygges. Du er velkommen til at hjælpe Wikipedia ved at udvide den. |